# ビセンテ・アセンシ
ビセンテ・アセンシ・アルベントサ（Vicente Asensi Albentosa、1919年1月28日 - 2000年9月2日）は、スペイン・バレンシア州ラルクーディア・デ・クレスピン出身の元サッカー選手。現役時代のポジションはFW、DF。

## 経歴
1939-40シーズン、当時セグンダ・ディビシオンに所属していたブルハソットCFでプロデビュー。プロ1シーズン目にしてリーグ戦11試合14得点という目覚ましい活躍がバレンシアCFの目に留まり、1940年の夏に同クラブへ移籍した。合計16シーズンもの間在籍することになるバレンシアCFでは、加入当初こそ電撃フォワードと呼ばれた選手達の一人としてフォワードで試合に出場していたが、加入4シーズン目にあたる1943-44シーズンからディフェンダーにコンバートされた。コンバート後もレギュラーとして1940年代に黄金期を迎えたバレンシアCFを支え、1949-50シーズン終了後にはスペイン代表として1950 FIFAワールドカップに出場した。16シーズン在籍したバレンシアでは、7つのタイトルに加えて公式戦352試合に出場し、46得点を記録。

## タイトル

### クラブ
バレンシア
- プリメーラ・ディビシオン : 3回 (1941-42, 1943-44, 1946-47)
- コパ・デル・レイ : 3回 (1940-41, 1948-49, 1953-54)
- コパ・エバ・ドゥアルテ : 1回 (1949-50)